# Colazione

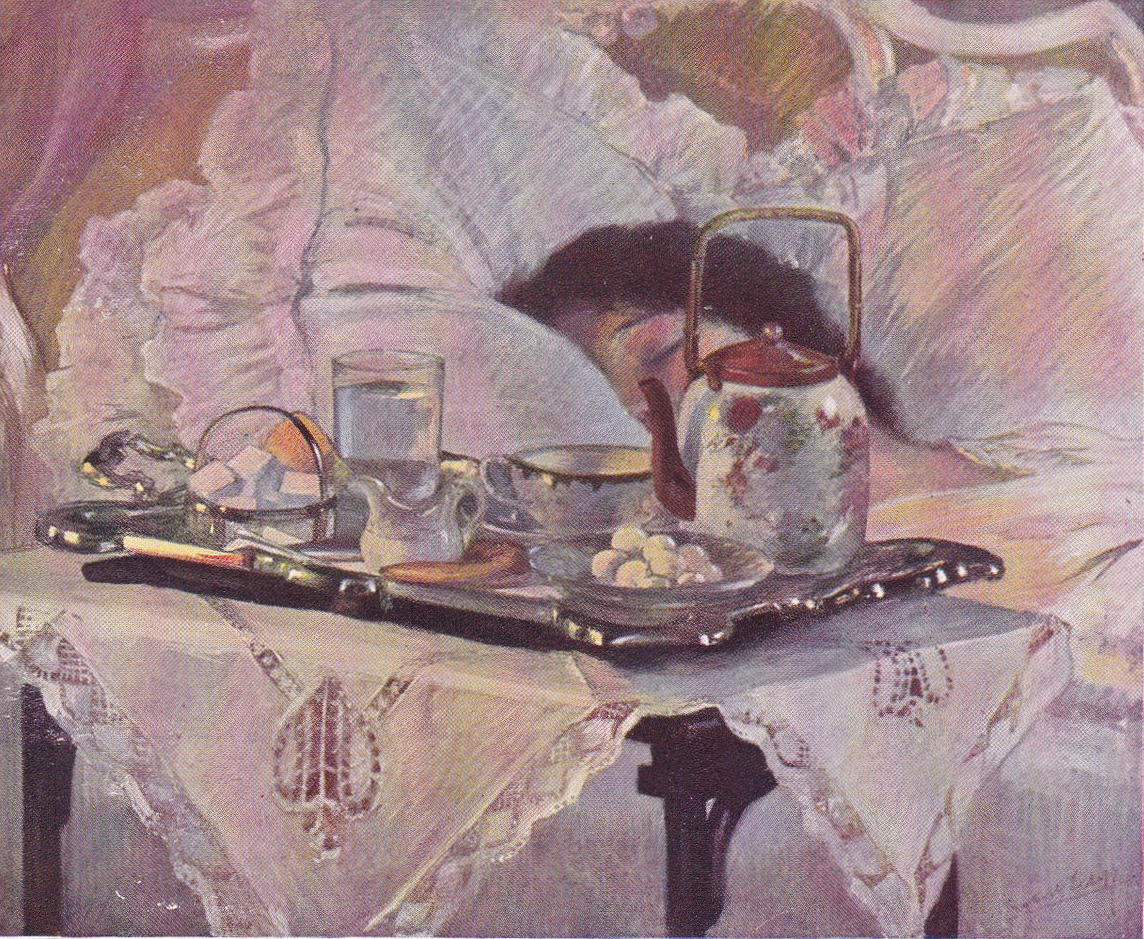
Robert Schiff, La dormigliona, cartolina, 1935

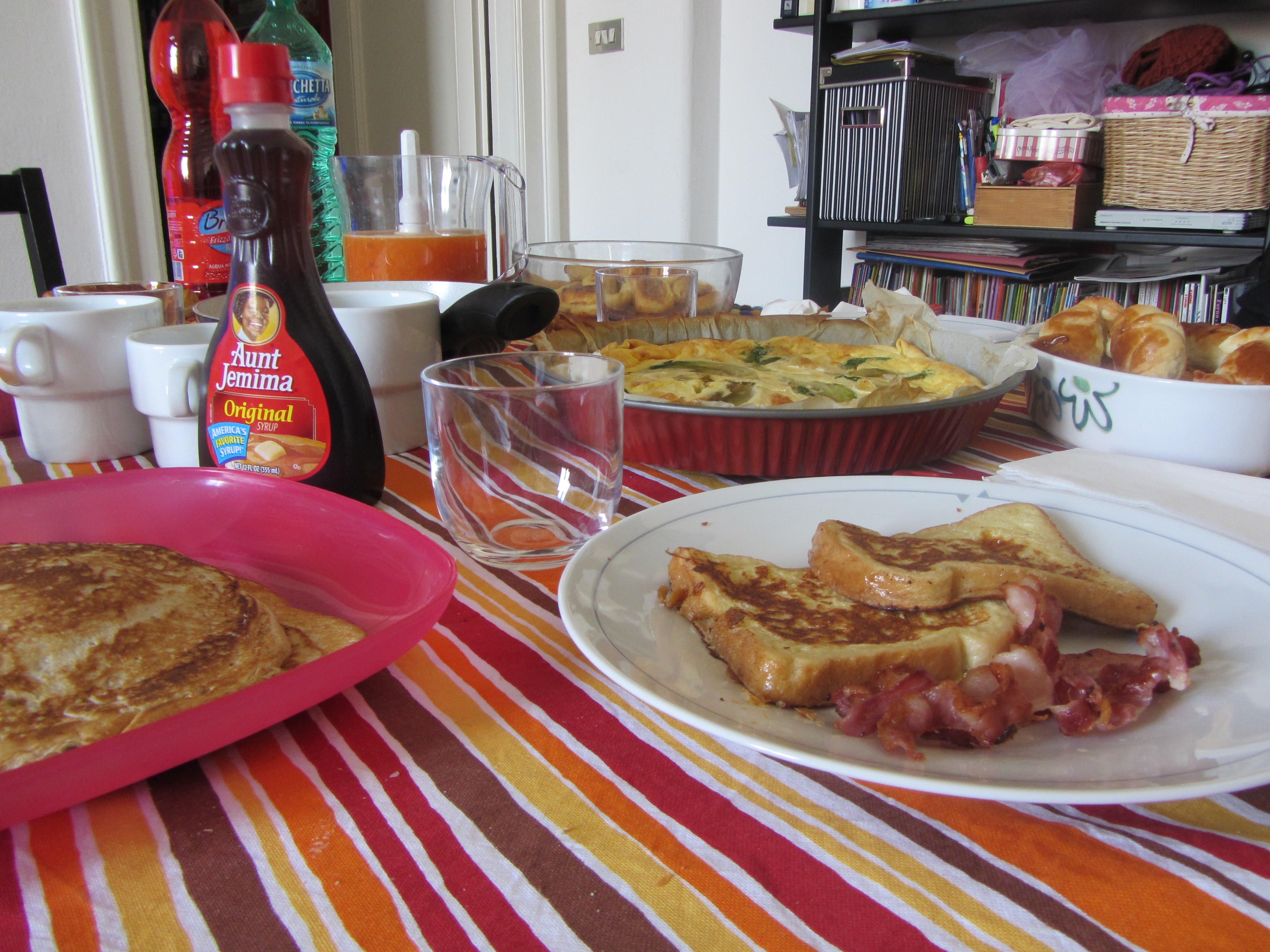
Esempio di prima colazione americana, con uova, bacon, salsiccia e pancake

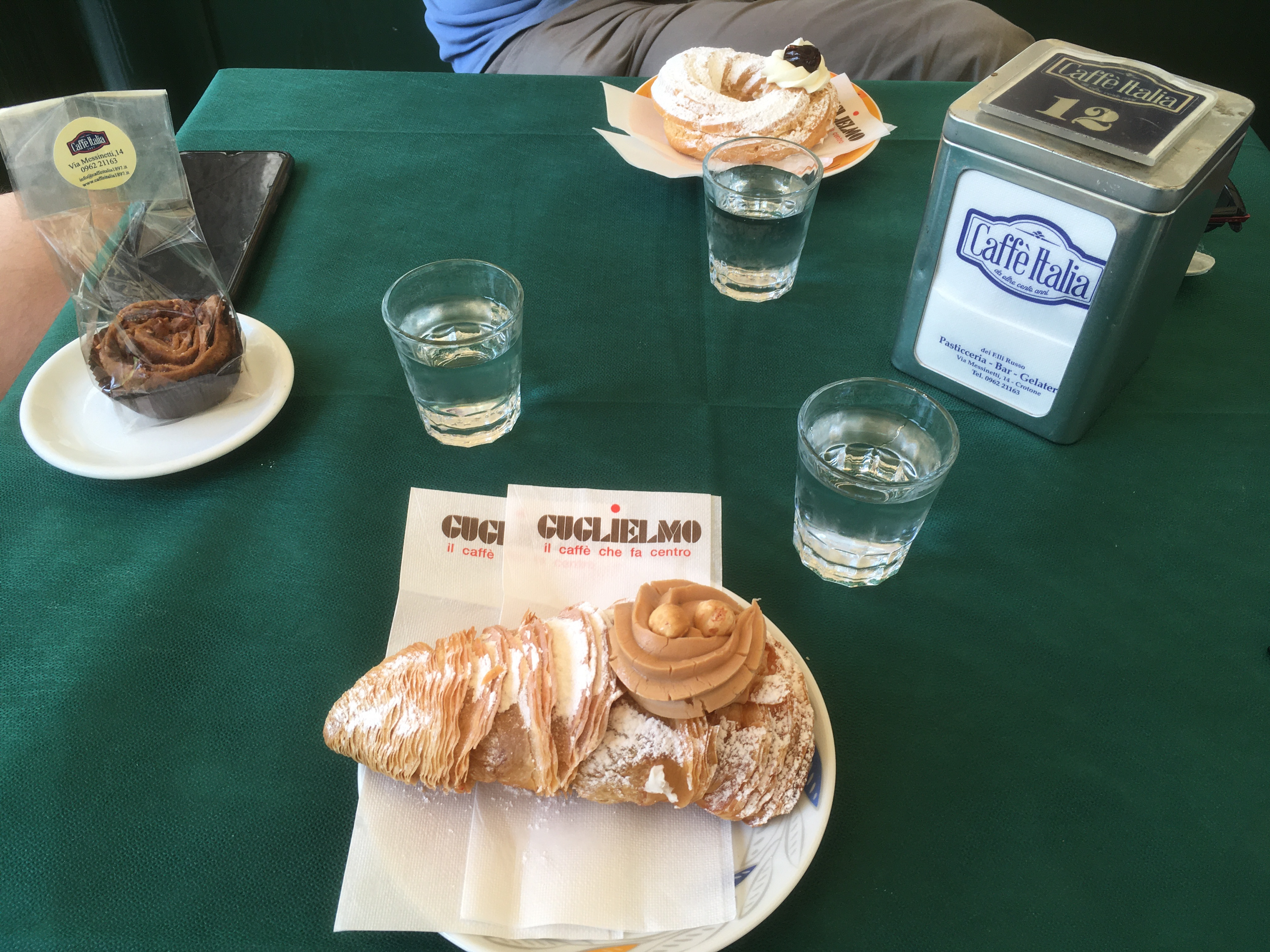
Prima Colazione con pasticceria tipica a Crotone.

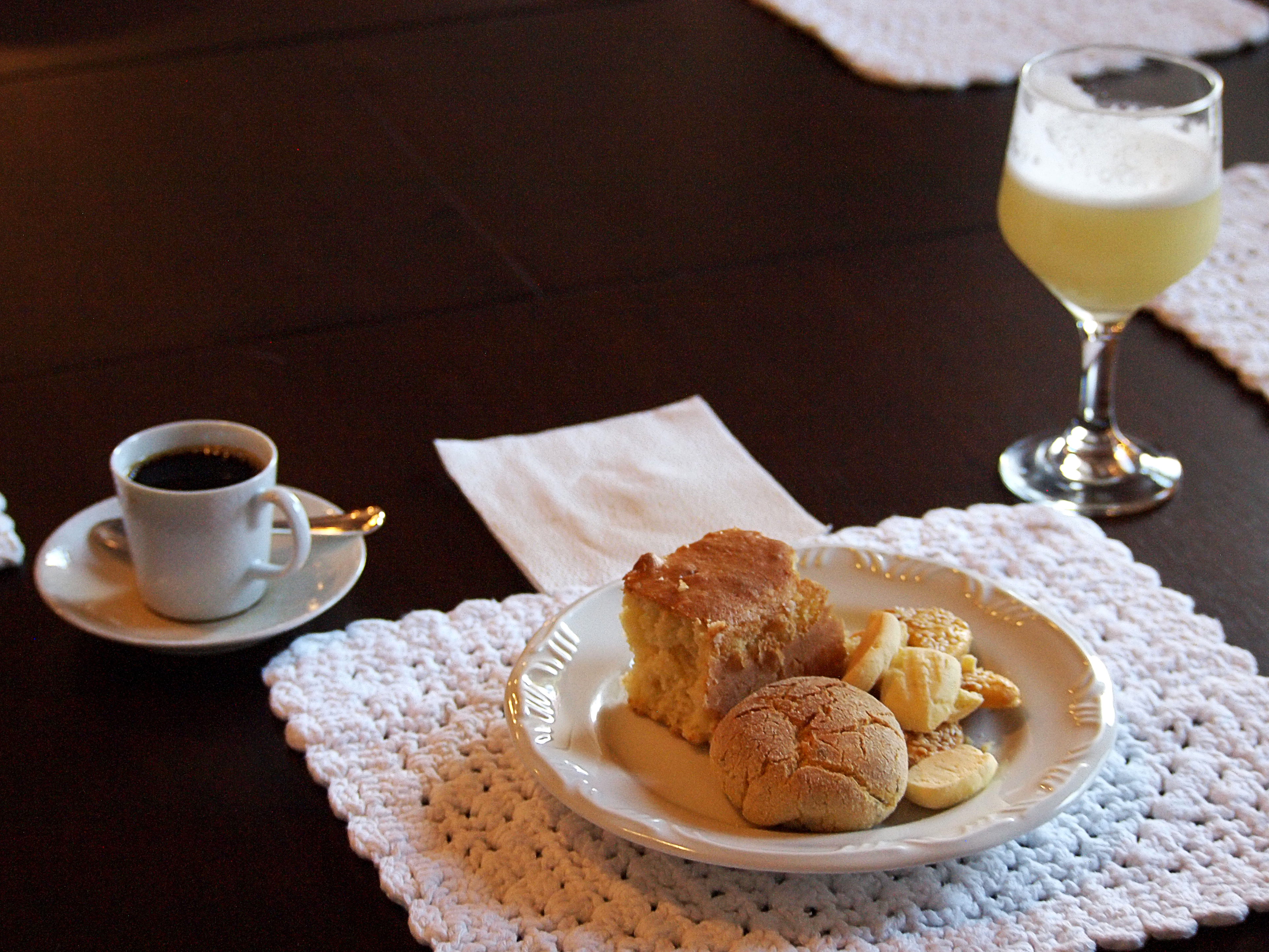
Prima Colazione in Brasile

La colazione solitamente è il primo pasto della giornata, consumato al mattino.

## Etimologia e storia
Il termine italiano deriva dal latino collatiòne, a sua volta da collàtus, participio passato di cònfero, cioè "contribuire", "conferire", inteso come riunirsi insieme per conversare durante il pasto e dove «ognuno dei commensali metteva (cioè conferiva) la parte sua». Il termine fu usato soprattutto nel primo monachesimo cristiano europeo del IV secolo, periodo durante il quale con questo termine si indicava, nei conventi, un breve pasto consumato insieme, fuori dall'orario di cena, nel convivio di tarda sera. Soltanto più tardi, dopo l'istituzione degli orari di preghiera delle regole benedettine nel VI secolo, l'orario per questo breve pasto fu spostato subito dopo le preghiere del mattino. Altra ipotesi, legata a questa origine serale, lo ricondurrebbe al latino colatio, ovvero colata, brodo (inteso come zuppe, latte, tisane o altro), termine che sarebbe stato successivamente confuso dai monaci con collàtus, con la doppia "l", col significato precedentemente descritto.
Il termine latino sarebbe stato trascritto per la prima volta nel titolo di interviste sulle regole del primo monachesimo cristiano redatte da san Giovanni Cassiano, quindi condiviso dalla gran parte delle comunità dei monasteri europei ad indicare, appunto, il primo convitto del mattino. 
L'antica colazione tradizionale italiana era basata su cibi poveri come pane e latte, anche se a volte potevano esserci marmellate, miele, torte o dolci tipici del territorio.
Prima del termine legato ai convitti conventuali, nell'antica Europa il primo pasto dopo un lungo digiuno (di sera se si era eseguito un digiuno penitenziale durante il giorno, di mattina se si era dormito nella notte) veniva sommariamente chiamato dis-jejuniis, in latino "rompere il digiuno". Da questo termine nacque il cosiddetto disner, che in francese antico era il pasto di mezzogiorno, in francese dejeuner, ma anche il termine dîner, in francese il pasto della sera, quindi anche il termine inglese "dinner", pasto che, da mezzogiorno, fu spostato all'orario serale intorno al XIII secolo. Nella Roma antica, il breve pasto del mattino era allora distinto dalla cena, nel periodo medievale scritto anche coena, che era invece il lauto pasto, consumato rigorosamente in comune, verso le tre-quattro del pomeriggio. Poi, prese forma la tradizione del piccolo pasto da consumarsi al mattino, dove apparve anche il termine latino pre, (pro) en-dies, ovvero il "primo del giorno", da cui il termine italiano "pranzo", mentre la cena fu spostata in orario serale.
Nell'Antica Grecia invece, si faceva colazione con pezzi di pane in ammollo nel latte o, più spesso, anche nel vino, già di prima mattina, un pasto detto a-kratismos, ovvero senza forza, senza guida, a indicare, forse, gli stessi tozzi di pane che vagavano casuali in ammollo nella zuppa (detta, appunto, a-kratos). 
Dopo il V secolo circa, la collationem si diffuse nei paesi anglosassoni col nome di morgen-mete (in inglese antico il "pasto del mattino"), e in antico germanico vrok, primo, presto, precoce, inteso come pasto, da cui früh stück (= primo pasto in tedesco), e frok, fruk ost (= primo pasto in svedese e norvegese). Anche in questi paesi, dal XV secolo circa fu distinta la "prima colazione", il primo pasto del mattino, con la cosiddetta "seconda colazione", che era invece il pasto di mezzogiorno, l'attuale "pranzo". Per distinguerli, in anglosassone il secondo pasto del mattino, ovvero quello verso mezzogiorno, veniva spesso chiamato noon cheon (= bevanda di mezzogiorno), abbreviato nuncheon, e da cui deriva l'attuale termine inglese lunch. L'antico morgen-mete fu soppiantato dall'attuale termine inglese breakfast, a indicare, appunto, il breve pasto di primo mattino.
Un neologismo "macedonia" poi, tra i termini inglesi breakfast e lunch, è il termine "brunch", indicando un pasto leggero e frugale, generalmente consumato nei paesi anglosassoni tra l'orario mattutino inserito tra la prima colazione e il pranzo. In quasi tutti i paesi di lingue di origine slava invece, si usava l'antico termine ajtrak, avtrak, molto assonante con ajtra, zajtra e anche zavtra, ovvero domani poiché, anticamente, lo si preparava la sera per l'indomani mattina.
Tradizionalmente, specialmente nell'Italia settentrionale, in passato veniva distinta la "prima colazione", il primo pasto del mattino, dalla "colazione" o "seconda colazione", il pasto di mezzogiorno, questo da tempo sostituito dal termine "pranzo".

## Le colazioni nel mondo oggi
L'alimentazione varia a seconda dei luoghi del mondo cambia anche il tradizionale pasto del mattino. Gli studi più recenti sull'alimentazione lo considerano il pasto più importante della giornata in merito alla salute e al benessere fisico, poiché il primo consumato dopo ore di digiuno durante il sonno, e strettamente legato al metabolismo.

L'attuale colazione italiana, molto simile a quella francese, consumata in casa come al bar o in pasticceria, è essenzialmente e genericamente costituita da cibi dolci, spesso ricchi di carboidrati, quali biscotti, fette biscottate, cornetti, pane o panificati con cioccolata o marmellata, yogurt, cereali da colazione, paste, pasticcini, torte, crostate e/o altri dolci tipici per ogni territorio, accompagnati da caffè e/o latte (caffellatte), cappuccino o tè.
La colazione composta da cibi dolci viene utilizzata anche nelle regioni scandinave, che utilizzano crespelle dolci simili al pancake americano, ma anche in altre nazioni europee.

In generale, in tempi più recenti, per far fronte a diverse esigenze dei turisti mondiali, sono soliti offrire due tipi di colazione:
- Continental, poiché appartenente per tradizione ad alcune zone del continente europeo, compresa l'Italia, più parca, leggera, composta principalmente da tè o caffè accompagnato con alcuni cibi dolci, come biscotti, torte, pane e marmellata, croissant, frutta e succhi di frutta.
- International, ereditata e molto simile alla pratica dell'"English breakfast" (colazione all'inglese), o anche "Full Breakfast" (colazione completa) o "Full English Breakfast", ma anche "Colazione anglosassone" e altri termini simili, poiché ereditata, per tradizione, dal Regno Unito e Irlanda, e costituita da un pasto quasi completo. La tipica "English" è infatti composta da affettati misti (soprattutto bacon), uova all'occhio di bue, strapazzate o anche intere, a volte una omelette, salsiccia, fagioli, a volte formaggi, pomodori e funghi e, nella variante irlandese e scozzese, anche del "pudding" salato, ovvero fette di sanguinaccio insaccato al forno. In Germania è più comune mangiare una colazione salata, ad esempio pane con formaggi, salumi o uova. La colazione anglosassone composta da dolci è invece solitamente caratterizzata da latte e cereali, corn flakes e/o muesli, pane con burro di arachidi, crema di cioccolato o marmellata, a volte anche torte, biscotti o dolci da pasticceria, porridge (una sorta di zuppa d'avena semisolida), con succhi di frutta e caffè molto lungo. Per abbracciare i gusti e i costumi di tutto il mondo, la cosiddetta international breakfast, ricca di varie portate, può essere quindi variata e adattata a seconda del luogo e delle relative tradizioni, ad esempio riso, carne e pesce.

In Grecia e in Turchia si preferisce una colazione dal gusto salato con pomodoro, olive e formaggio feta.

Sempre in Europa poi, l'"international breakfast" non è l'unica colazione con la presenza di alimenti salati: in Polonia ad esempio, la colazione tipica e tradizionale è composta da almeno tre portate: un primo (generalmente una zuppa di latte e avena), un secondo composto di formaggi freschi o stagionati, burro, pane bianco e nero, un "dessert" composto di marmellate da spalmare su pani dolci. In alcune zone della Catalogna invece, per distinguersi dalla tradizione puramente spagnola (composta questa dai tipici fritti e dolci "churros"), usano spesso mangiare bruschette al pomodoro insieme con salsicce. In Islanda, possono mangiare anche aringhe affumicate di primo mattino. In Galles e Scozia, spesso pasteggiano a carne di frattaglie di pecora e brodo d'avena.

### Fuori Europa
Al di fuori dal continente europeo, molti altri paesi utilizzano cibi salati a colazione: i paesi del Sud-est asiatico e dell'Estremo oriente usano consumare molto riso, con zuppe e cibi composti prevalentemente da pollo e pesce, e fortemente speziati; in India, ad esempio, non hanno problemi a consumare patate arrosto con tofu e aglio anche di primo mattino, mentre nelle Filippine consumano mango insieme con salsicce tipiche dette longganisa.
Nel continente africano, soprattutto nell'Africa subsahariana, i piatti sono dei più vari, ma tutti tendenzialmente caratterizzati da un meticoloso risparmio delle scarse risorse alimentari locali: si parte dal tipico couscous, quindi con l'utilizzo di tutte le parti della rara e preziosa carne animale, ma anche vari tipi di verdure, cereali e varie granaglie.

Anche nei paesi di tradizione araba si usa spesso mangiare salato e speziato, anche se a colazione sono graditi anche i tipici dolci al miele, come i baklava o i kunàfa.

Altre curiose colazioni le troviamo in Alaska, dove al mattino pasteggiano con omelette e bistecche di renna, oppure in Marocco, dove a colazione si consuma molta mostarda, mentre in Messico molti fanno colazione con bruschette di pomodoro e carne di vitello (chilaquiles), formaggio e nachos.

## I cibi componenti
I prodotti più comunemente utilizzati per una colazione completa e varia sono:
- Bevande: caffè (liscio, ristretto, lungo, decaffeinato, macchiato, americano), latte, latte macchiato, cappuccino, tè, cioccolata calda, camomilla (molto di rado), succhi e centrifugati di frutta o verdura, yogurt magro o alla frutta, bevande di soia o di cereali (farro, avena, riso), di mandorle, nocciole.
- Dolci: cornetti e altri prodotti da forno o di pasticceria, cereali, pane dolce, torte casalinghe, biscotti. Marmellate, confetture e gelatine alla frutta, crema di nocciola, cioccolato, miele.
- Cibi salati: insaccati, formaggi, toast, omelette (frittata), bacon, torte salate, burro.
- Frutti: mele, banane, ecc.

## Colazione e dimagrimento: evidenze scientifiche
Viene spesso indicato che la colazione possa rappresentare un efficace metodo per dimagrire. Effettivamente ciò che emerge dalla letteratura scientifica è ben chiaro. Diverse ricerche hanno infatti documentato una correlazione positiva tra la colazione e la perdita di grasso, rispetto a quando questo pasto viene evitato. Ciò che appare interessante, è che in questi casi l'introito calorico sembra assumere, come anche in altri contesti, un'importanza limitata, in quanto a parità di introito calorico giornaliero, i soggetti che consumano la colazione perdono più peso. A confermarlo è la ricerca di Schlundt et al. (1992), nella quale venne dimostrato che tra due gruppi con lo stesso introito calorico, quelli che consumavano la colazione avevano perso il 28% di peso in più rispetto a quelli che la saltavano. I ricercatori conclusero che consumare la colazione contribuisce a ridurre l'introito di grassi alimentari, minimizza gli attacchi di fame impulsivi nelle ore successive, e può rappresentare un'importante parte in un programma per la perdita di peso.
Timlin et al. (2008) condussero uno studio longitudinale della durata di 5 anni esaminando 2216 adolescenti. Per i soggetti che consumavano frequentemente la prima colazione venne notata un'inversa associazione con i valori dell'Indice di massa corporea (BMI). In altri termini i soggetti che consumavano la colazione erano più magri. Una conferma è stata ottenuta anche da Utter et al. (2007). Nell'analisi di 3215 bambini neozelandesi tra i 5 e i 14 anni, saltare la colazione era associato a un aumento del BMI e poteva portare a un aumento dell'assunzione di snack malsani più tardi durante la giornata.
Uno studio trasversale da parte di Wyatt et al. (2002) rivelò le informazioni di un registro contenente i dati di 2959 persone che avevano perso circa 15 chili e avevano mantenuto il nuovo peso per almeno un anno. Di queste 2959 persone, il 68% rivelò di consumare la prima colazione ogni giorno, mentre solo il 4% di questi la saltava. In un'analisi di de Castro (2004), venne rivelato che l'assunzione di cibo alla mattina è inversamente correlato all'assunzione di cibo totale durante la giornata, mentre l'assunzione serale è connessa con un maggiore introito di cibo.
Farshchi et al. (2005) evidenziano come saltare la prima colazione porti a peggiorare il profilo lipidico e la sensibilità insulinica, e possa portare a un guadagno di peso se abbinato a un alto introito energetico. Viene anche segnalato che una colazione con un'alta componente proteica può potenziare l'effetto stesso della prima colazione sulla sazietà (e quindi sul successivo consumo di cibo ad libitum durante il resto della giornata) e sulla perdita di grasso, rispetto a un alto consumo di carboidrati. A confermare la maggiore sazietà è ad esempio il documento di Blom et al. (2006).
Questo evidenzia che una colazione iperproteica decrementa la ghrelina post-prandiale maggiormente nel tempo di quanto lo faccia una colazione iperglucidica. L'alta associazione tra ghrelina, GIP e glucagone suggerisce che lo stimolo di questi peptidi può mediare la risposta ghrelinica postprandiale. La colazione iperproteica può ridurre lo svuotamento gastrico, probabilmente tramite l'aumento di secrezione di colecistochinina e GLP-1. Vander Wal e colleghi paragonarono gli effetti di una prima colazione a base di 2 uova o di una quantità di bagel tale da approntare lo stesso valore calorico. I risultati suggerirono che la colazione a base di 2 uova genera un calo di peso rispetto a individui che assumono le stesse calorie sotto forma di carboidrati (bagel) se assunte durante un regime ipocalorico.